# Antonio Pigliaru
Antonio Pigliaru (Orune, 17 de agosto de 1922 – Sassari, 27 de marzo de 1969) fue un jurista y filósofo italiano, el mayor intelectual sardo de la segunda mitad del siglo XX y uno de los más productivos pensadores italianos contemporáneos. Entre los distintos temas de su esfuerzo intelectual la más interesante es su interpretación de los problemas socioculturales de las zonas del interior de Cerdeña, a los que integró e intentó explicar dentro de su propia visión ético-política.

## Biografía
Nació en Orune, en la provincia de Nuoro, último de cinco hijos; sus padres, Pietro y Maria Murgia, eran maestros de primaria, es decir, compartían la misma formación cultural y la ocupación pero tenían procedencia social distinta. La familia de Pietro era de origen campesino, actividad marginal respecto a la pastoricia, más practicada en el pueblo; a pesar de los recursos económicos escasos, siguió sus estudios después de primaria. María, cuya madre era maestra también, venía de Sassari: vivió en un ambiente más abierto y llegó a Orune después del bachillerato para enseñar en la escuela. Se casaron en 1909. Al terminar la primaria, Antonio, que mientras tanto había perdido a su padre, deja el pueblo, al que, sin embargo, siempre estuvo conectado, y se muda a Sassari, a la casa de los abuelos maternos, para completar el instituto. En 1940 adhirió al GUF (Grupo Universitario Fascista) en el que tuvo sus primeras experiencias culturales, y colaboró con la revista de esa organización, escribiendo sobre todo de teatro. Cultiva sus expectativas en la “revolución fascista”, como muchos jóvenes de su edad, rechazando de ella las degeneraciones que ya por aquel entonces sufría el régimen. Desde 1941 frecuenta la universidad en Cagliari, en la Facultad de Filosofía y Letras. En 1944 es encarcelado, acusado, junto con otros, de graves crímenes: espionaje, guerra civil, conspiración política. Condenado a siete años por el Tribunal militar de Oristán, descontó diecisiete meses de cárcel, en los que contrajo la enfermedad que lo llevaría a la prematura muerte, y fue excarcelado gracias a la Amnistía Togliatti. Reanudados los estudios, en pocos meses supera los exámenes y se gradúa defendiendo una tesis sobre el Existencialismo en Giacomo Leopardi. En abril de 1949 es ayudante voluntario del profesor de la cátedra de Filosofía del Derecho de la Universidad de Sassari, de la que al año siguiente fue becario oficial. En la misma disciplina consigue el puesto de profesor; en 1967, tras superar el concurso estatal, fue nombrado docente ordinario de la asignatura de Doctrina del Estado. En 1949 había nacido la revista "Ichnusa", de la que fue animador e inspirador. La revista se publicó, con unas cuantas suspensiones, hasta 1964. A partir de 1956 Pigliaru quiere darle un nuevo corte, menos generalista y más atento y proyectado a ser voz de la llamada "questione sarda": los editoriales que escribe los dedica siempre más a menudo a los problemas de la región y la revista se propone como laboratorio de discusión, recogiendo toda una generación de jóvenes intelectuales isleños que quieren empeñarse en el renacimiento de la isla y para los que Pigliaru se vuelve un verdadero maître-à-penser. Murió en Sassari el 27 de marzo de 1969, durante una sesión de hemodiálisis, una terapia a la que se sometía de forma regular para curar la grave insuficiencia renal que le acompañó durante gran parte de su vida.

## Actividad
Escribió numerosos ensayos de gran envergadura, todavía considerados un punto de referencia imprescindible para el debate sobre cultura sarda. Siguen apareciendo textos inéditos hasta hoy en día. Después de un inicial encuentro con la filosofía de Giovanni Gentile, sobre todo con las primeras y más importantes obras, Considerazioni critiche su alcuni aspetti del personalismo comunitario y Persona umana ed ordinamento giuridico, se acercó al personalismo historicista de Giuseppe Capograssi, del que también adoptó, a través de un enfoque original, la interpretación de la teoría de la pluralidad de los ordenamientos jurídicos de Santi Romano (cf. La vendetta barbaricina come ordinamento giuridico). Sucesivamente desarrolló cuestiones de marxismo gramsciano, en particular en la obra Struttura, soprastruttura e lotta per il diritto, en Gramsci e la cultura sarda y en el ensayo no concluido sobre La extinción del Estado.
Entre sus múltiples contribuciones hay que recordar también: Meditazioni sul regime penitenziario italiano (1959); La piazza e lo Stato (1961); Promemoria sull'obiezione di coscienza (1968).
A la actividad científica le acompañó una intensa actividad de "didáctica popular", organizando por ejemplo muchos cursos de educación para adultos y trabajadores. Su vocación pedagógica emerge también en Scuola, una revista redactada por muchos autores que sale en el año 1954 y se dirige a los maestros que se preparan al concurso de magisterio. Fue elegido al Comité regional de la sección sarda de la Asociación Italiana Bibliotecas para el trienio 1955-1058 y confirmado en 1958-1961. A él fueron intituladas las bibliotecas comunales de Orune y de Porto Torres y la Biblioteca interfacultad para las ciencias jurídicas, políticas y económicas de la Universidad de Sassari.

## Obras
- Considerazioni critiche su alcuni aspetti del personalismo comunitario - Sassari, 1950
- Persona umana ed ordinamento giuridico, Milano, 1954 (ahora Nuoro, 2008 con prefaccion de Giovanni Bianco)
- Meditazioni sul regime penitenziario italiano - Sassari, 1959 (ahora Nuoro, 2009 con prefacción y postfacción de Salvatore Mannuzzu)
- La vendetta barbaricina come ordinamento giuridico - Milano, 1959 (ahora Nuoro, 2000 con introducción de Luigi Lombardi Satriani)
- La piazza e lo Stato - Sassari, 1961
- Sardegna, una civiltà di pietra - Roma, 1961 (con Franco Pinna y Giuseppe Dessì)
- Struttura, soprastruttura e lotta per il diritto - Padova, 1965
- "Promemoria" sull'obiezione di coscienza - Sassari, 1968 (ahora Nuoro, 2009 con prefacción de Virgilio Mura)
- Gramsci e la cultura sarda - Roma, 1969 (ahora Nuoro, 2008 con prefacción de Paolo Carta)

## Obras póstumas
- Il banditismo in Sardegna - Milano, 1970 y ediciones sucesivas
- Antonio Pigliaru: politica e cultura, antología degli scritti pubblicati sulla rivista Ichnusa - Sassari, 1971
- Il rispetto dell'uomo - Sassari, 1980 (con nota de Antonio Delogu)
- Scritti sul fascismo - Sassari, 1983
- La lezione di Capograssi - Roma, 2000 (con introducción de Antonio Delogu)
- Saggi capograssiani - Roma, 2010 (con introducción de Antonio Delogu)
- Per un primo giorno di scuola: lettera a una professoressa - Sassari, 2002
- Le parole e le cose: alfabeto della democrazia - Sassari, 2005